# محل الحق
محل الحق مبدأ من مبادئ علم القانون، يقصد به ما ترد عليه السلطة أو القيمة التي يستأثر بها الشخص. وقد يكون محل الحق شيئًا من الأشياء أو قد يكون عملًا من الأعمال؛ فإذا كان الحق عينيًا فإن حقه هو الشيء الوارد عليه الحق، سواء كان شيئًا ماديًا: كالهاتف أو الكتاب أو المنزل أو السيارة...الخ، أم كان شيئًا معنويًا كأفكار المؤلف واختراعات المخترعين. أما إذا كان الحق شخصيًا فإن محله هو عمل أو امتناع عن عمل أو إعطاء شيء يلتزم به المدين.